# Brian Crutcher
Brian Thomas Crutcher (ur. 23 sierpnia 1934 w Poole) – brytyjski żużlowiec.

## Życiorys
Siedmiokrotny uczestnik turnieju finałowego indywidualnych mistrzostw świata, 1952 (11. miejsce), 1953 (10. miejsce), 1954 (2. miejsce – srebrny medal), 1955 (5. miejsce) oraz 1956 (8. miejsce).

## Osiągnięcia
Indywidualne mistrzostwa świata
- 1952 –  Londyn – 11. miejsce – 6 pkt → wyniki
- 1953 –  Londyn – 10. miejsce – 6 pkt → wyniki
- 1954 –  Londyn – srebrny medal – 13+3 pkt → wyniki
- 1955 –  Londyn – 5. miejsce – 10 pkt → wyniki
- 1956 –  Londyn – 8. miejsce – 9 pkt → wyniki
- 1958 –  Londyn – jako rezerwowy – nie startował → wyniki
- 1959 –  Londyn – 6. miejsce – 10 pkt → wyniki